# Chenopodium bipinnatifidum
Chenopodium bipinnatifidum là loài thực vật có hoa thuộc họ Dền. Loài này được Moric. ex Moq. mô tả khoa học đầu tiên năm 1849.